# Slaget vid Hamath
Slaget vid Hamath (även kallat slaget vid Hama) var ett slag mellan den retirerande egyptiska armén och Babylonien. Slaget anses ofta vara en fortsättning av slaget vid Karkemish då det var detta slag egypterna retirerade ifrån när de överrumplades av babylonierna. Slaget skall ha skett vid staden Hama vid Orontesfloden. 
I slaget skall Babylons konung Nebukadnessar II ha krossat resterna av farao Necho II's armé som skickats till nuvarande Syrien för att hjälpa det assyriska imperiet i det medo-babyloniska kriget. Slaget omnämns endast i Nebukadnessar-krönikan och där står att den egyptiska armén krossades så totalt att ingen av soldaterna någonsin återsåg sitt hemland. Krönikan nämner inte farao Necho II vilket tillsammans med andra källor tyder på att Necho inte var närvarande vid detta slag och inte heller vid det tidigare slaget vid Karkemish. Om Necho II närvarade vid slaget kan Nebukadnessars seger inte ha varit så total som det står skrivet eftersom Necho inte stupade vid slaget. Han uppges istället ha krossat en serie uppror i Nildeltat under samma år. 
Att Necho inte omnämns har fått en del historiker att tro att den armé som besegrades i slaget endast var en mindre egyptisk garnisonsstyrka